# Annalise Keating
Annalise Keating, nata Anna Mae Harkness, è un personaggio della serie televisiva Le regole del delitto perfetto, interpretato da Viola Davis e doppiato in italiano da Laura Romano.

## Caratterizzazione
Il 25 febbraio 2014 è stato annunciato che Viola Davis era stata scelta per interpretare il ruolo protagonista della professoressa Annalise Keating nella serie. Nei primi episodi Annalise si presenta come una donna autosufficiente e sicura di sé che sembra avere una vita perfetta ed è rispettata per la sua professionalità, che la gente teme e ammira. Durante la serie sperimenta cambiamenti emotivi e la sua dipendenza da alcol aumenta, venendo coinvolta in molteplici crimini.

## Accoglienza
Per la sua interpretazione, Viola Davis ha vinto il Primetime Emmy Award come miglior attrice protagonista in una serie drammatica nel 2015, diventando la prima donna nera a riuscire nell'impresa. Il ruolo le ha anche procurato due Screen Actors Guild Award per la migliore attrice in una serie drammatica e due candidature ai Golden Globe per la migliore attrice in una serie drammatica.